# El Católico
El Católico fue un periódico chileno editado en Ancud, fundado el 14 de junio de 1884 por el vicario capitular de Ancud Pbdo. Rafael Molina.
Considerado como una publicación con características de bisemanario, su orientación era de tendencia conservadora y tradicional religiosa, cuyo nacimiento vino a contrarrestar la influencia de El Chilote, periódico de corte liberal fundado el 3 de septiembre de 1868. Tomado como referente para la creación de proyectos periodísticos como El Llanquihue, su última edición fue el 21 de noviembre de 1891, pasando luego a denominarse El Austral, y posteriormente La Cruz del Sur.